# Машкова-Благих, Александра Владимировна
Александра Владимировна Машкова-Благих (родилась в 1980 г.Уфа) — российский общественный деятель, антипрививочница, координатор некоммерческой организации «CitizenGO Россия». Лидер движения «Иммунный ответ», которое борется против введения QR-кодов. Это движение относят[кто?] к одной из заметных оппозиционных групп России конца 2021 года.

## Биография
Александра Машкова-Благих родилась в 1980 году. Окончила факультет психологии Башкирского государственного университета, работала с трудными подростками, занималась бизнесом. В 2017 году начала сотрудничать с организацией «За права семьи» и её руководителем Павлом Парфентьевым. Последний сделал её представительницей CitizenGo — ультраконсервативной общественной организации, выступающей против абортов и однополых браков, за защиту чувств верующих. Машкова-Благих начала посещать политические мероприятия и рассказывать о них на своих страницах в социальных сетях; её посты на эту темы стали очень популярными.
Одной из важнейших тем в публичных заявлениях Машковой-Благих стала тема прививок. Александра выступает против принудительной вакцинации и использует в этом контексте феминистский лозунг «Моё тело — моё дело». Для распространения своих взглядов она создала телеграм-канал «Оставьте нас в покое», в июне 2019 года организовала серию митингов под названием «Иммунный ответ», прошедшую (по её словам) в 50 городах. Акции прошли под лозунгами «Долой фармлоббизм!», «Не ваши дети — не вам решать!», «Семья — опора страны!».
Машкову-Благих пригласили на телепередачу «Время покажет», но там не дали слова. Тогда она опубликовала видео с предложением создавать в разных городах инициативные группы под названием «Иммунный ответ» и собственные СМИ. Это стало началом неформального общественного движения.
В 2020 году Машкова-Благих стала ведущей передачи «Оставьте нас в покое» на канале «Царьград». Она выступала против ювенальной юстиции, поддержала поправки к Конституции. В условиях пандемии COVID-19 «Иммунный ответ» начал выступать против политики правительства — в частности, вернулся к антивакцинаторской повестке. Когда в разных регионах России начали вводить QR-коды, число сторонников Машковой-Благих резко увеличилось. «Иммунный ответ» опубликовал видеообращения к президенту РФ с просьбой отменить ограничительные меры, снятые в разных городах; Машкова-Благих призывает россиян обращаться к региональным властям и парламентским депутатам.
Эту позицию поддержала и часть депутатов Государственной думы (от КПРФ, «Справедливой России»). В отдельных регионах дошло до открытых выступлений: группы антивакцинаторов врывались в правительственные здания. Журналисты и политологи[какие?] отмечают, что этот протест неожиданно яростный и что «Иммунный ответ» стал одной из наиболее заметных оппозиционных групп России конца 2021 года.